# Казанкина, Женя
Евгения (Женя) Казанкина (род. 1996, Москва) — российский кинорежиссёр и сценарист.

## Биография
Родилась в 1996 году в Москве. Окончила режиссёрский факультет ВГИКа (мастерская Владимира Хотиненко) в 2019 году. Дипломный фильм «Рио» с Лизой Янковской, Дарьей Муреевой и Стивеном Томасом Окснером в главных ролях был отобран в конкурс кинофестивалей «Кустендорф», «Дух огня» и Международного фестиваля короткометражного кино в Палм-Спрингс, а также получил награды Международного фестиваля документальных и короткометражных фильмов в Бильбао (лучший короткометражный фильм), кинофестиваля в Нэшвилле (лучший молодой режиссёр), Международного студенческого кинофестиваля в Тель-Авиве (лучший международный короткометражный фильм), немецкого фестиваля студенческих фильмов Sehsüchte (лучший молодёжный фильм) и фестиваля Cellu l’art в Йене (лучший короткометражный фильм).
По мнению французского киноэксперта Виктора Борнериаса, рецензировавшего её фильм «Пустые комнаты», посвящённый покинувшим Россию после полномасштабного вторжения в Украину друзьям и родственникам, «Жене Казанкиной требуется всего несколько минут, чтобы передать целый мир: тот, в котором живут её близкие, который выглядит таким знакомым, но, лишённый человеческого присутствия, украшает себя пеленой печали». Некоторые российские критики находят у фильмов Казанкиной общие черты с ранними работами Йоргоса Лантимоса, сама режиссёр при этом является поклонницей т. н. «греческой странной волны»

## Фильмография
- Мелодия случайных встреч (2016)[9]
- Рио (2019)
- Непрерывность парков (2022)[10]
- Пустые комнаты (2023)[11]
- Три тайных ключа от любовной тоски (2023)[12]
- New (2024)[13]